# Онуфрий Перцовский
Ону́фрий Пе́рцовский , или Ону́фрий Пе́рцевский, или Ону́фрий Волого́дский — преподобный Русской православной церкви.

## Биография
О детстве и мирской жизни Онуфрия сведений практически не сохранилось, да и прочие биографические сведения о нём очень скудны и отрывочны. Жил в конце XV — начале XVI века. Вместе с преподобным Авксентием Онуфрий основал в 1499 году пустынь и церковь во имя Святой Троицы, в 35 вёрстах от Вологды, в уезде Грязовецком, поселившись в здешнем, тогда крайне безлюдном и лесном месте.
Со смирением они преодолевали множество нужд и лишений всякого рода и тем самым совершали подвиги иночества. Пустынь назвалась Персова, и по другим грамотам Перцова.
Перцова пустынь ещё в 1588 году была приписана к Корнилиево-Комельскому монастырю, а в 1764 году совсем закрыта и обращена в приходскую церковь, в которой под спудом и почивают мощи основателей.
Память Онуфрия чтится 12 (25) июня и в 3-ю неделю по Пятидесятнице в Соборе Вологодских святых.. В 1999 году проходили празднества в ознаменование 500-летия основания пустыни, праздничный молебен в день памяти преподобных — 12 июня 1999 года служил настоятель Спасо-Прилуцкого монастыря, игумен Дионисий (Воздвиженский).